# Esplosione della miniera di Nanaimo

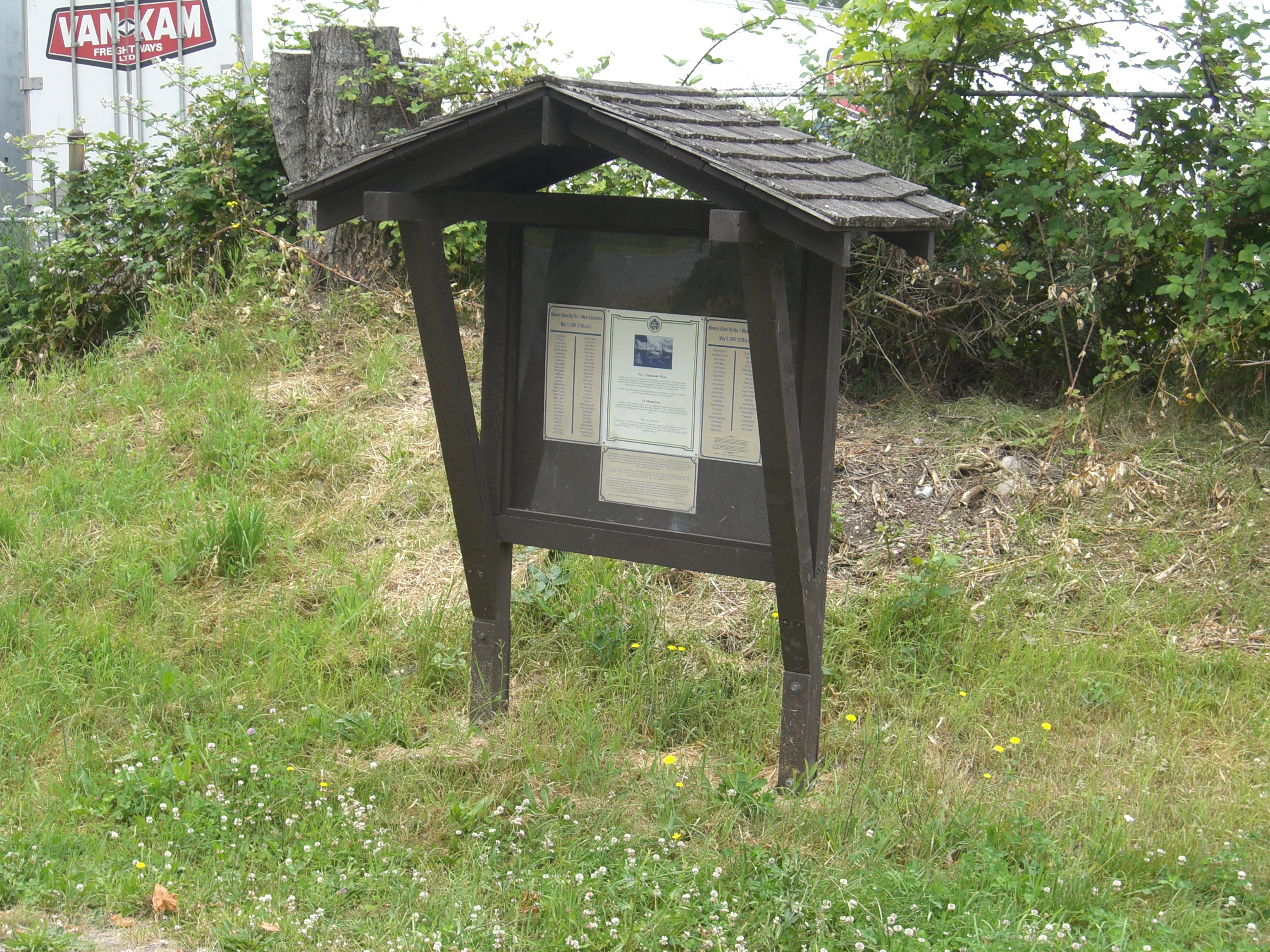
Monumento dedicato all'esplosione

L'esplosione della miniera di Nanaimo avvenne il 3 maggio 1887 a Nanaimo, nella Columbia Britannica, in Canada uccidendo 150 minatori. Solo sette minatori sopravvissero e la miniera bruciò per un giorno intero.

## Causa
L'esplosione inizio nel sottosuolo della miniera di carbone numero 1 dopo che degli esplosivi furono posti in modo in corretto. Sebbene molti minatori morirono all'istante, altri rimasero intrappolati a causa dell'esplosione e degli incendi. La maggior parte dei minatori non morì a causa delle esplosioni primarie o degli incendi, ma soffocati dai gas tossici diverse 
ore dopo l'esplosione. Questi uomini scrissero messaggi d'addio nella polvere delle loro pale. Quasi 150 bambini persero il padre e 46 donne divennero vedove. Una targa ai piedi di Milton Street commemora l'evento.

## Bilancio
Sebbene i documenti passati attestarono che il bilancio delle vittime amontasse a 148, i ricercatori hanno successivamente rivisto il numero a 150, in cui vennero inclusi 53 lavoratori cinesi. Nell'inchiesta del governo e nel rapporto annuale del Ministro delle miniere i lavoratori cinesi furono elencati come "cinese, nome sconosciuto", seguito da un numero di etichetta; i datori di lavoro non dovevano denunciare la morte di impiegati cinesi fino al 1897. Alcuni resoconti suggeriscono che 48 dei 53 minatori avessero il cognome "Mah", cioè i documenti potrebbero essere stati distrutti quando la Chinatown di Nanaimo fu distrutta da un incendio nel 1960. Il monumento su Milton Street elenca i nomi dei minatori bianchi, ma solo il numero di conteggio dei minatori cinesi, che sono stati accusati da molti Nanaimoiti bianchi per il disastro, sostenendo che non potevano leggere segni o istruzioni.

## Futuro della miniera
Gestita dalla Vancouver Coal Company, la miniera Numero 1 fu aperta nel 1884 lungo la Milton Street a Nanaimo. I suoi pozzi e tunnel si estendevano sotto il porto fino a Protection Island, Newcastle e il fiume Nanaimo. Dopo l'esplosione, la miniera riaprì nuovamente e iniziò a produrre fino a 18 milioni di tonnellate di carbone prima di chiudere definitivamente nel 1938.

## Galleria d'immagini

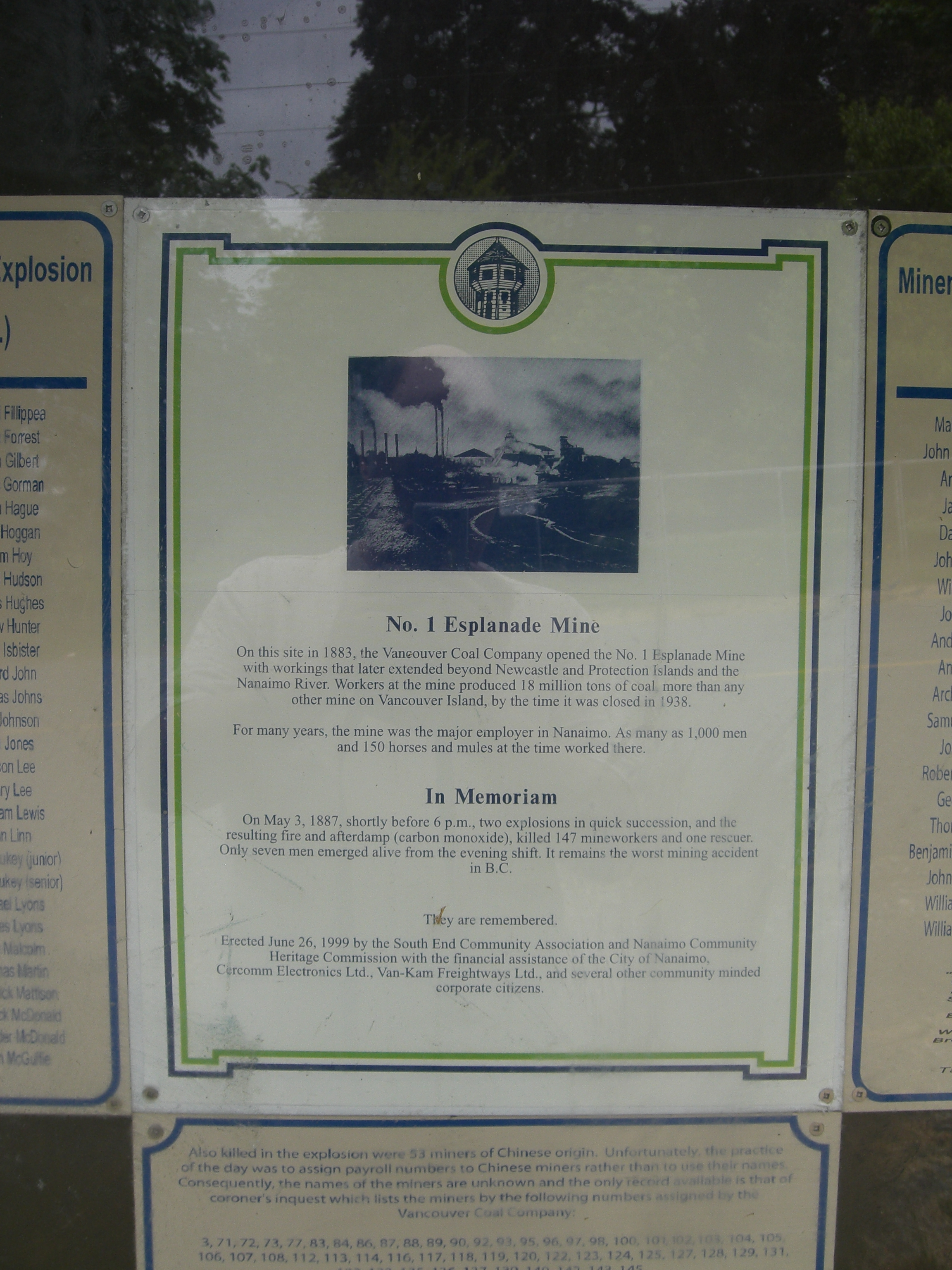
Pannello centrale
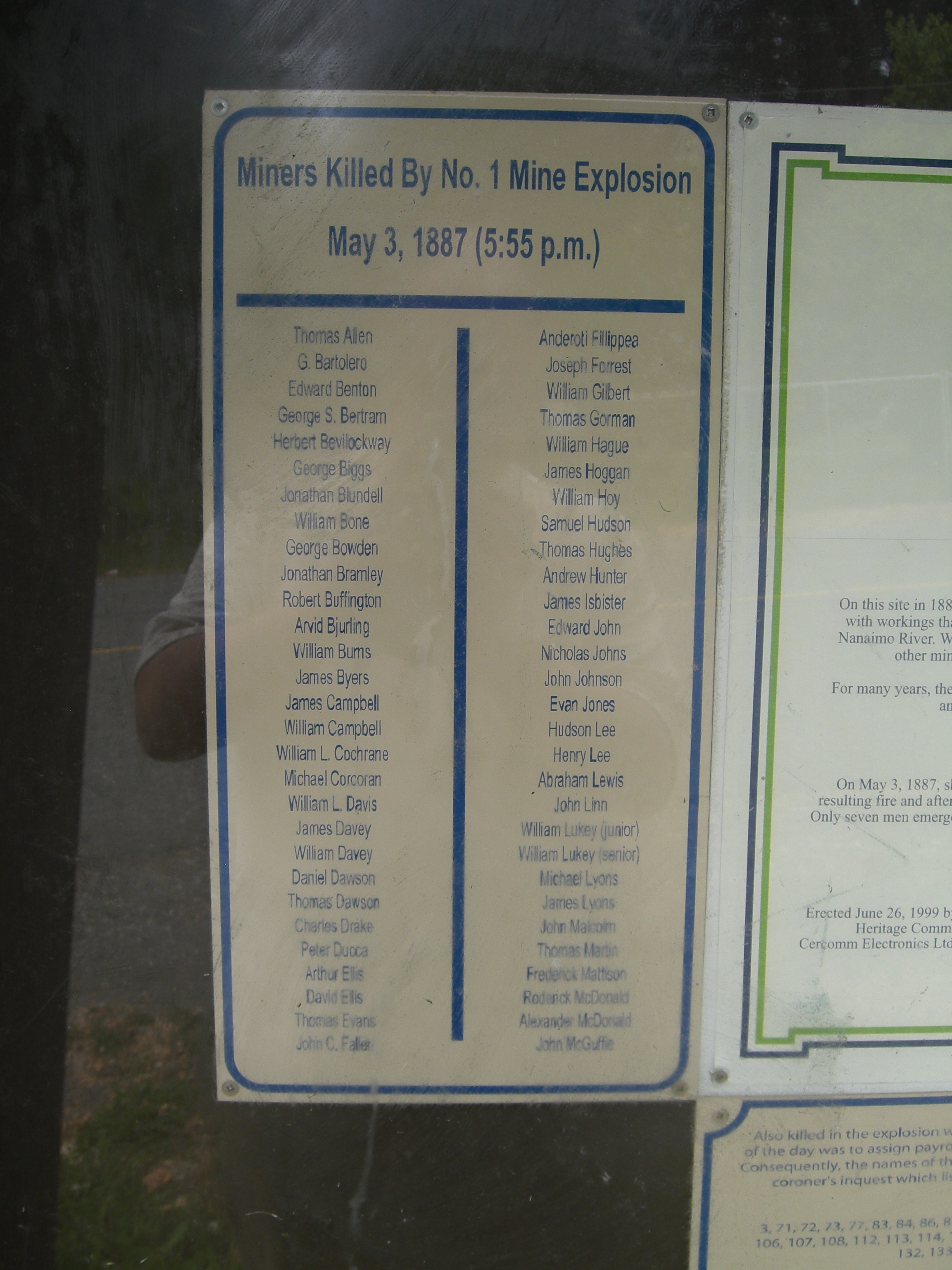
Pannello a sinistra
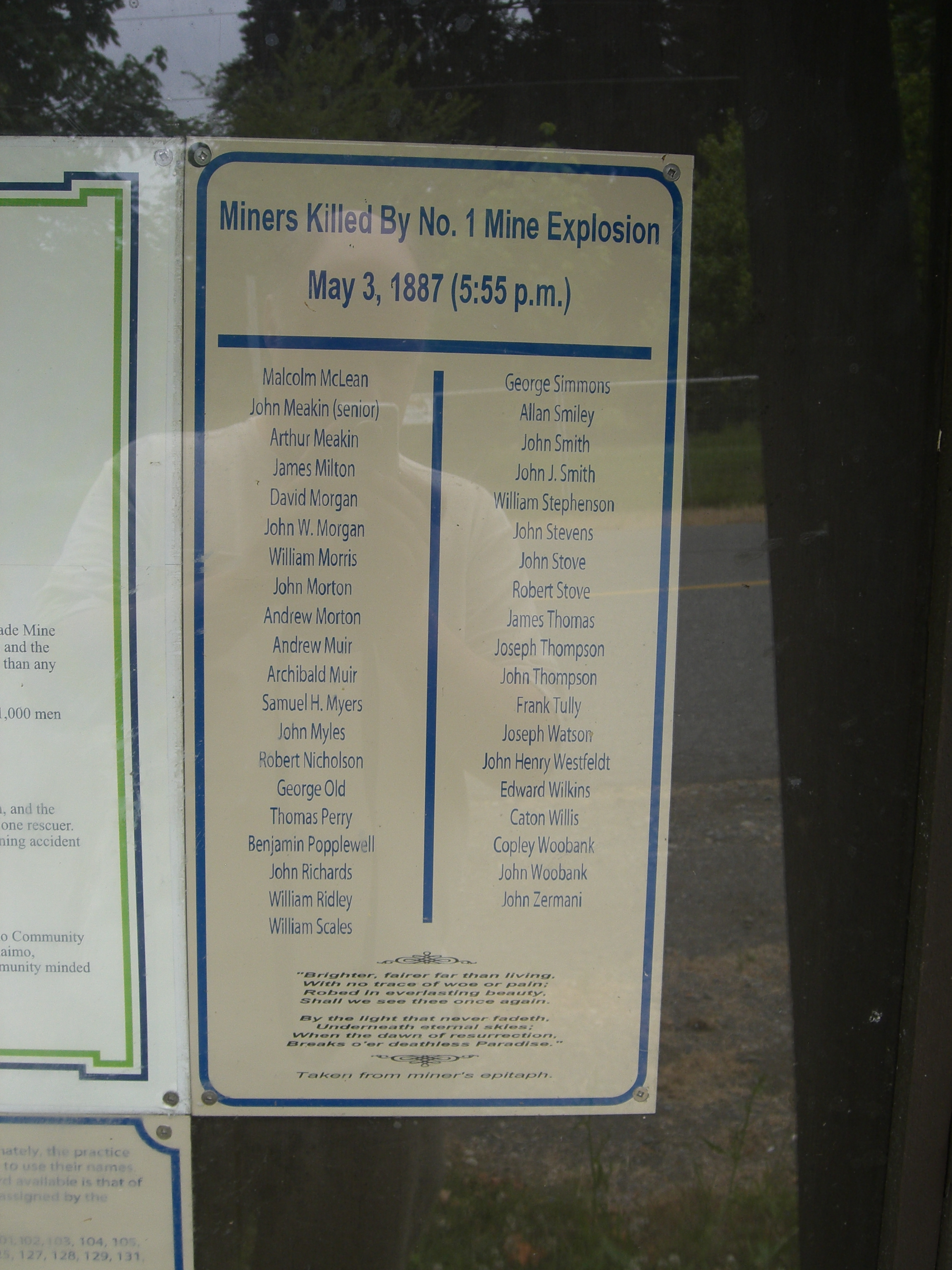
Pannello a destra
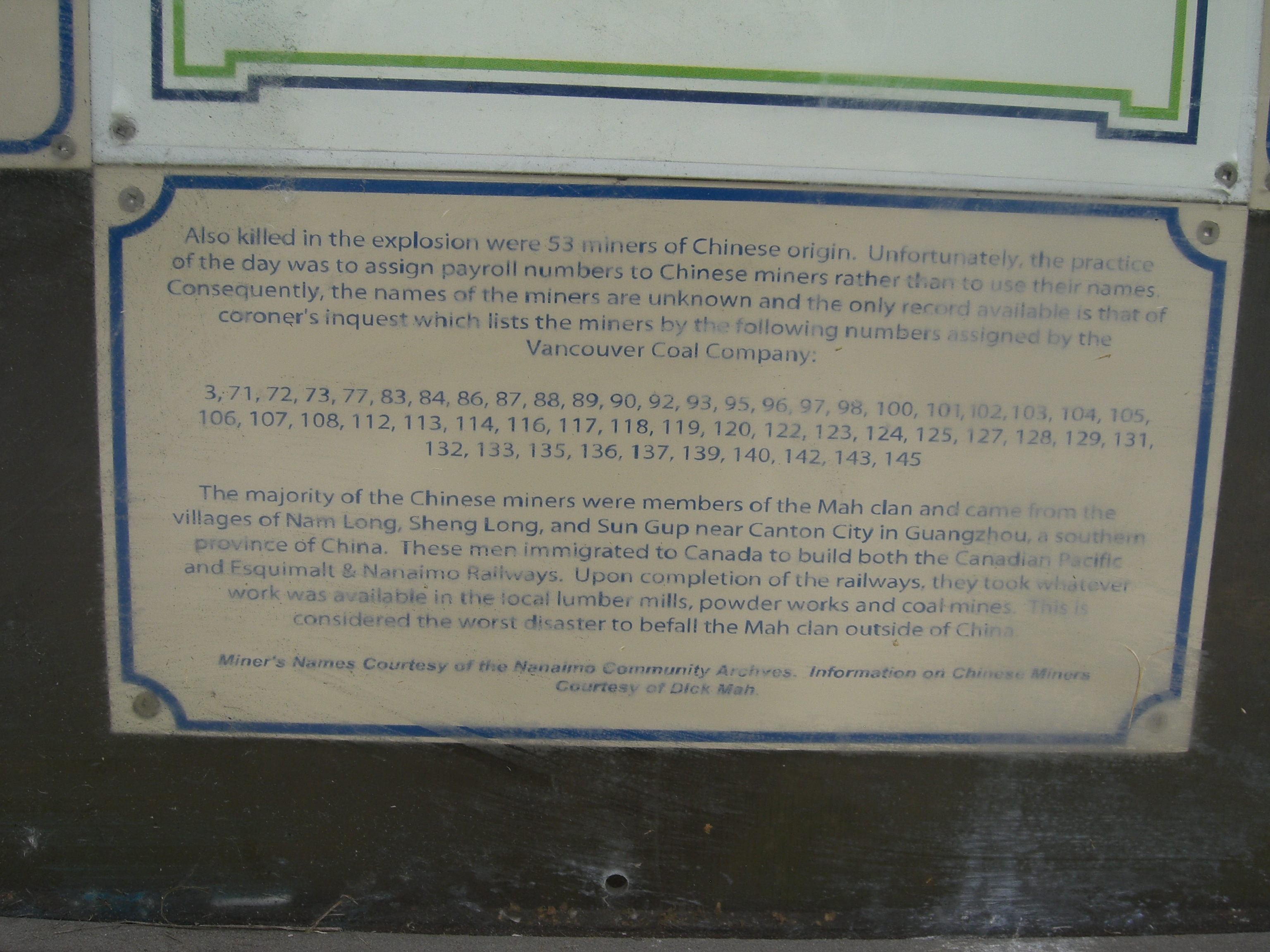
Pannello